# Idruro di palladio
Il composto chimico noto come idruro di palladio (in inglese palladium hydride) è formato da una matrice di palladio metallico che contiene una quantità sostanziale ma variabile (anche in rapporto alla pressione) d'idrogeno anionico adeso al suo reticolo cristallino (legato ionicamente alla nuvola elettronica metallica).

## Insolite proprietà di adsorbimento
A temperatura ambiente ed a pressione atmosferica, il palladio può adsorbire fino a 900 volte il suo volume in idrogeno. Questa rimarchevole proprietà consente al palladio di immagazzinare quantità sostanziali d'idrogeno in modo sicuro, e forse può permettere reazioni chimiche inusuali e/o ancora misconosciute. I dettagli di come avvenga questo processo di adsorbimento sono scarsamente conosciuti. Una migliore comprensione di quello che capita a livello molecolare, come ogni possibile transizione di fase che avvenga via via che l'idrogeno riempie gli ultra-microscopici interstizi del metallo, e l'esatta azione dei difetti microscopici nel materiale, potrebbe dare qualche indizio nella fabbricazione di idruri metallici utilizzabili come trasportatori del carburante idrogeno a pressioni e temperatura ambiente oppure nell'ambito della ipotizzata "fusione nucleare fredda", che funzionino meglio ed in modi più prevedibili e sicuri.

## Storia
L'assorbimento dell'idrogeno gassoso da parte del palladio venne notato per la prima volta da Thomas Graham nel 1866, e l'assorbimento dell'idrogeno prodotto per elettrolisi (dove si verificava una ridotta emissione di H2 gassoso perché veniva assorbito dal catodo in palladio), venne documentata per la prima volta nel 1939.

## Struttura chimica e proprietà
L'adsorbimento di idrogeno sul palladio produce due fasi diverse, entrambe contenenti atomi metallici di palladio in un reticolo cubico a facce centrate (fcc), che corrisponde alla stessa struttura del palladio metallico puro.  Alle basse concentrazioni (fino a PdH0,02) il lattice di palladio si espande lievemente, passando da 3,889 Å (ångström) a 3,895 Å.
Al di sopra di questa concentrazione appare una seconda fase con una distanza costante del lattice di 4,025 Å. Entrambe le fasi coesistono fino alla composizione chimica PdH0,58 quando scompare la fase alfa. Studi di diffrazione neutronica mostrano che gli atomi di idrogeno occupano in modo random gli interstizi a forma di ottaedro nel lattice metallico (nel lattice "fcc" esiste una cavità ottaedrica per ciascun atomo di metallo). Il limite d'adsorbimento alle pressioni normali è pari a PdH0,7, indicando che circa il 70% delle cavità ottaedriche sono occupate. L'assorbimento dell'idrogeno è reversibile, e questo diffonde rapidamente attraverso il lattice metallico. La conduttività metallica si riduce progressivamente con l'assorbimento dell'idrogeno, fino a circa PdH0,5, quando il solido diventa un semiconduttore.

## Processo di adsorbimento alla superficie del palladio
Grazie alla microscopia a scansione a effetto tunnel è stato dimostrato che il processo di absorbimento dell'idrogeno richiede aggregati di almeno tre lacune nella superficie del cristallo per promuovere la dissociazione della molecola di idrogeno.
La ragione di questo comportamento chimico e la particolare struttura dei trimeri è stata analizzata.

## Utilizzi dell'idruro di palladio

### Elettrodo di riferimento in biologia
Da qualche decennio si studia l'utilizzo del HPd+ come elettrodo di riferimento nell'esplorazione di sostanze e tessuti biologici.

### Separatore industriale di gas
L'absorbimento dell'idrogeno è reversibile ed altamente selettivo. Industrialmente si utilizza un separatore a diffusione basato sul palladio. Il gas impuro viene fatto passare attraverso tubi con pareti interne ricoperte da una lega sottile in argento-palladio. L'idrogeno e il deuterio diffondono prontamente attraverso la sottile membrana in lega. Il gas che attraversa è puro ed è pronto all'utilizzo. Il palladio viene messo in lega con l'argento per migliorare la sua resistenza. Per assicurare che si eviti la formazione della fase beta, dal momento che l'espansione del lattice prima descritta causerebbe distorsioni e fessurazioni della membrana, si mantiene la temperatura sopra i 300° Celsius

### Esperimenti di fusione fredda
Gli elettrodi in palladio sono stati utilizzati particolarmente nell'ambito di esperimenti da parte di alcuni tecnologi, che li hanno spiegati come processi di fusione fredda
, come quelli eseguiti negli anni 1980-1990 da Martin Fleischmann e Stanley Pons, discussi scienziati dell'University of Utah, che esplorando alcune proprietà del deuteruro adsorbito dal lattice di palladio, e "stabilizzato" dalla nube elettronica attorno al nucleo di palladio, ipotizzarono che aiutasse a superare la repulsione elettrostatica tra atomi di deuterio (o idrogeno), permettendo la fusione dell'idrogeno a densità, pressioni e temperature estremamente inferiori rispetto a quelle (tipiche del nucleo stellare) che altrimenti sarebbero state richieste.
Nonostante tutto, nessun esperimento di fusione fredda ha raggiunto risultati del tutto conclusivi come positivi, e inoltre la possibilità teorica che il palladio possa forzare i nuclei d'idrogeno a raggiungere le distanze necessarie alla fusione nucleare è oggetto di forte disputa.